# Exoprosopa portshinskiji
Exoprosopa portshinskiji är en tvåvingeart som beskrevs av Paramonov 1928. Exoprosopa portshinskiji ingår i släktet Exoprosopa och familjen svävflugor.
Artens utbredningsområde är Uzbekistan. Inga underarter finns listade i Catalogue of Life.